# Torneo di Wimbledon 2017 - Doppio maschile in carrozzina
Alfie Hewett e Gordon Reid erano i detentori del titolo e lo hanno confermato sconfiggendo in finale Stéphane Houdet e Nicolas Peifer con il punteggio di 6(5)–7, 7-5, 7–6(3).

## Teste di serie
1. Stéphane Houdet /  Nicolas Peifer (finale)

1. Alfie Hewett /  Gordon Reid (campioni)

## Tabellone

### Legenda
| - Q = Qualificato - WC = Wild card - LL = Lucky loser | - ALT = Alternate - SE = Special Exempt - PR = Protected Ranking | - w/o = Walkover - r = Ritirato - d = Squalificato |

|  | Semifinale | Semifinale                       | Semifinale | Semifinale | Semifinale |  |  | Finale | Finale                         | Finale | Finale | Finale |  |
|  |            |                                  |            |            |            |  |  |        |                                |        |        |        |  |
|  | 1          | Stéphane Houdet Nicolas Peifer   | 6          | 2          | 6          |  |  |        |                                |        |        |        |  |
|  |            | Stefan Olsson Maikel Scheffers   | 4          | 6          | 2          |  |  | 1      | Stéphane Houdet Nicolas Peifer | 7      | 5      | 63     |  |
|  |            | Gustavo Fernández Shingo Kunieda | 4          | 6          | 2          |  |  | 2      | Alfie Hewett Gordon Reid       | 65     | 7      | 7      |  |
|  | 2          | Alfie Hewett Gordon Reid         | 6          | 4          | 6          |  |  |        |                                |        |        |        |  |